# ليزا دي فانا
ليزا ماري دي فانا (بالإنجليزية: Lisa Marie De Vanna)‏ (ولدت 14 نوفمبر 1984)، هي لاعبة كرة قدم أسترالية تلعب في مركز الهجوم. بدأت اللعب مع المنتخب الأسترالي في سنة 2004 وسجلت 45 هدف حتى الآن، وتعتبر الهدافة التاريخية للمنتخب الوطني. حققت مع فريقها بطولة أمم آسيا 2010 في الصين، لعبت ليزا مع عدة أندية في أستراليا والولايات المتحدة والسويد.

## النشأة
ولدت في يوم 14 نوفمبر 1984 في مدينة فريمانتل الصغيرة الواقعة على بعد حوالي 30 دقيقة جنوب غرب بيرث. قامت دي فانّا بتطوير حبها لرياضة كرة القدم في سن مبكرة وقالت إنها نامت والكرة بجانبها وقضت الكثير من وقتها وهي طفلة تلعب كرة القدم في الشارع مع شقيقها.

## السيرة الرياضية

### (2006 - 2008)
وقعت دي فانا مع نادي دونكاستر روفر بيلز الإنجليزي في أكتوبر 2006. ثم اتجهت للدوري السويدي ولعبت لنادي إيه آي كي في عام 2008، وحققت دي فانّا موسمًا ناجحًا مع الفريق، حيث احتلت المركز الخامس في قائمة أفضل الهدافين بعد تسجيلها 15 هدفاً في 19 مباراة.
في نوفمبر 2008، انضمت ليزا إلى نادي بيرث غلوري في الدوري الأسترالي الممتاز، وشاركت لأول مرة مع النادي في 8 نوفمبر 2008 ضد ميلبورن فيكتوري.

## وصلات خارجية
- ليزا دي فانا على موقع الاتحاد الدولي (مؤرشف)  (الإنجليزية)
- ليزا دي فانا على موقع الاتحاد الأوربي (الإنجليزية)
- ليزا دي فانا على موقع قاعدة بيانات كرة القدم.إي يو (الإنجليزية)
- ليزا دي فانا على موقع Soccerway.com (الإنجليزية)
- ليزا دي فانا على موقع عالم كرة القدم.نت (الإنجليزية)
- ليزا دي فانا على موقع أوليمبيديا (الإنجليزية)
- ليزا دي فانا على موقع اللجنة الأولمبية الأسترالية (الإنجليزية)